# Leah Hecker
Leah Hecker (* 1967) ist eine deutsche Filmproduzentin.

## Leben
Leah Hecker wuchs in Portland, Oregon auf. Von 1987 bis 1992 studierte sie Regie an der Hochschule für Fernsehen und Film München. Mit dem Kurzfilm Kein Kuss für Kiwi schloss sie ihr Studium ab. Anschließend arbeitete sie als Regieassistentin und freie Regisseurin, bevor sie über die Arbeit als Lektorin und freie Autorin, unter anderem als Interviewerin bei der Shoah Foundation, eine Redaktionsstelle bei der ProSiebenSat.1 Media erhielt. Nach kurzer Zeit wurde sie Produzentin bei Studio Hamburg, bevor sie im Oktober 2005 mit Cats & Dogs Film ihr eigenes Produktionsstudio gründete.

## Filmografie (Auswahl)
- 1993: Kein Kuss für Kiwi
- 2001: Holiday Affair
- 2001: Mein Papa mit der kalten Schnauze
- 2001: Verliebte Jungs
- 2002: Die Nacht, in der ganz ehrlich überhaupt niemand Sex hatte
- 2002: Geliebte Diebin
- 2002: Lovers & Friends – Eigentlich lieben wir uns...
- 2004: Typisch Mann!
- 2005: Der Mann, den Frauen wollen
- 2005: Popp Dich schlank!
- 2007: War ich gut?
- 2010: 5Oh Shit!